# Vincent Ranallo
Vincent Ranallo, né le 26 mars 1969 à Montréal, est un artiste lyrique québécois (baryton) et gestionnaire d'organisme artistique. Il possède un doctorat en musique de l'Université de Montréal (2007) et est diplômé du Conservatoire de musique de Montréal (1994). Il a publié plusieurs articles dans des revues spécialisées comme Circuit, musiques contemporaines ou les Cahiers de la Société québécoise de recherche en musique (SQRM). Vincent Ranallo est également coordonnateur général de l'Association québécoise des marionnettistes. 

## Biographie

### Études et formation
En 2007, Vincent Ranallo obtient un doctorat en musique (D. Mus) de l'Université de Montréal en interprétation et chant. Son sujet d'étude porte sur l'écoute créatrice dans l'orientation spirituelle de l’œuvre de Gilles Tremblay. Sur le plan artistique, l'artiste est également diplômée du Conservatoire de musique de Montréal (1994). Enfin, Vincent Ranallo a ajouté une spécialisation en gestion d'organismes culturels en obtenant un DESS à HEC Montréal (2021). 
En 1997, quelques années après être sorti du Conservatoire de musique de Montréal, Vincent Ranallo suit plusieurs classes de maîtres à la Britten-Pears School for Advanced Musical Studies de Aldeburgh au Royaume-Uni. Il perfectionne ensuite sa technique vocale à New York avec David Morgan, professeur de chant (1997-1999).  

## Œuvres et performances artistiques notables
Vincent Ranallo offre des performances en tant que baryton depuis le début des années 2000. Sa maîtrise des techniques de jeu étendues et sa voix expressive lui permettent de jouer des pièces comme Eight Songs for a Mad King (en français, "Huit chants pour un roi fou") interprétée en 2016 au cabaret le Lion d'or à Montréal ou encore de travailler avec le guitariste et compositeur canadien Tim Brady. L'artiste lyrique québécois a aussi ajouté à ses compétences artistiques une formation en danse classique aux Grands ballets canadiens lui permettant d'être à l'aise dans les milieux du théâtre et de la danse.  

### En tant que baryton
- 2001: José Evangelista, Manuscrit trouvé à Saragosse, Chants libres et Société de musique contemporaine du Québec (SMCQ), Montréal[5].
- 2010-2012: Gilles Tremblay, À quelle heure commence le temps, Aventa ensemble. Plusieurs représentations à Victoria, Toronto, Montréal, Copenhague[6].
- 2012: Iannis Xenakis, Kassandra, Ensemble contemporain de Montréal (ECM+)[7].
- 2013 (février): Michel Gonneville, Cantate de la dette perpétuelle, Aventa ensemble, Festival Montréal/Nouvelles Musiques[8].
- 2013 (février): Kajia Saariaho, The Tempest songbook. Aventa ensemble, Festival Montréal/Nouvelles Musiques[9].
- 2014: Pascal Dusapin, O Mensch, Société de musique contemporaine du Québec. Plusieurs représentations à Montréal et Ottawa[10].
- 2014: Karlheinz Stockhausen, Tierkreis, Montréal, église Saint John the Evangelist.
- 2014: Georges Aperghis, Le rire physiologique, Montréal, cabaret Le Lion d'or[11].
- 2015: Bruce Mather, Des laines de lumière, Montréal, Conservatoire de musique de Montréal.
- 2015: Salvatore Sciarrino, Quaderno di strada, Nouvel Ensemble moderne, Montréal, Salle Bourgie du Musée des Beaux-Arts de Montréal[12].
- 2016 (janvier): Kristin Norderval, The Trials of Patricia Isasa, New York, Brooklyn[13].
- 2016 (mai): Peter Maxwell Davies, Eight Songs for a Mad King, Montréal, cabaret Le Lion d'or[14].
- 2016 (mai): Kristin Norderval, The Trials of Patricia Isasa, Montréal, Monument National[15].
- 2016 (novembre): Serge Garant, Chant d’amours, Société de musique contemporaine du Québec, Montréal, Salle Pierre-Mercure – Centre Pierre-Péladeau[16].
- 2017 (avril): Philippe Leroux, Quid sit musicus, Gabriel Dufour-Laperrière, Cum essem parvulus et Brice Gatinet, Conversons, Center for Interdisciplinary Research in Music Media and Technology, Montréal[17].
- 2017 (mai): Tim Brady, 8 Songs about: Symphony #7, Victoriaville, Festival de Musique Actuelle de Victoriaville.
- 2017 (avril): Eric Champagne, Te Deum, Montréal, Église Saint-Jean-Baptiste[18].
- 2018 (janvier): Jeffrey Holmes, Urtharmana, moon of fate et Bruce Mather, Deux poèmes de Saint Denys Garneau, Montréal, Conservatoire de musique de Montréal.
- 2019 (avril): György Kurtàg, ...pas à pas – nulle part..., Montréal, Chapelle historique du Bon-Pasteur[19].
- 2019 (mai): Gabriel Dharmoo, Wanmansho, Ensemble contemporain de Montréal. Plusieurs représentations à Montréal, Toronto, Ottawa[20].
- 2020: Jeffrey Holmes, :Erilaz et Philippe Leroux, Un lieu verdoyant et Ma belle si tu voulais, Montréal, Chapelle historique du Bon-Pasteur[21].
- 2021 (février) : Philippe Leroux, Voi(rex) et Zosha di Castri, The phonograph, Montréal, Amphithéâtre du Gesù[22].
- 2021 (mars): Patrick Giguère, Lu, Montréal, Église St-Édouard et Bain Mathieu.

## Prix et récompenses
- Global Music Awards (2019). Médaille d'or. Best contemporary classical - Best album - Best of show. Music for Large Ensemble (Tim Brady)[23].

- Conseil québécois de la musique (2004). Prix Opus, concert de l'année. Musique médiévale, de la Renaissance et Baroque — Don Quichotte chez la Duchesse (Boismortier, Niquet)[24].

## Publications professionnelles
- Vincent Ranallo, « Une célébration sonore de l’Esprit : Analyse d’Oralléluiants de Gilles Tremblay », Circuit, vol. 20, no 3,‎ 2010, p. 43-57 (DOI https://doi.org/10.7202/044860ar)
- Vincent Ranallo, « Considérations sur l'art vocal dans l'œuvre de Gilles Tremblay », Cahiers de la SQRM, vol. 12, nos 1-2,‎ 2011, p. 73-82 (DOI https://doi.org/10.7202/1054203ar)
- Vincent Ranallo, « Gilles Tremblay (1932-2017) être musicien à son école », La Scéna musicale,‎ 1er septembre 2017 (lire en ligne)
- Vincent Ranallo, « Chanter Dusapin : dialogues avec Françoise Kubler et Georg Nigl », Circuit, vol. 29, no 1,‎ 2019, p. 25-38 (DOI https://doi.org/10.7202/1059425ar)